# Carolyn R. Bertozzi
Carolyn Ruth Bertozzi (født 10. oktober 1966) er en amerikansk kemiker og modtager af Nobelprisen i kemi.
Bertozzi modtog i 2022 Nobelprisen i kemi sammen med Morten P. Meldal og Karl Barry Sharpless for "udviklingen af klikkemi og bioortogonal kemi."